# Ou
Ou, ou es un dígrafo del alfabeto latino compuesto de una o y una u.

## En francés
En francés, ou representa la vocal cerrada posterior redondeada /u/ como en nous (/nu/; «nosotros»), o también la semivocal aproximante labiovelar sonora cuando acompaña otra vocal, como en oui (/wi/; sí).
Puesto que Francia dominó gran parte del mundo árabe durante la época colonial, muchas transcripciones y topónimos árabes se han romanizado a la ortografía francesa, como Ouchda, Sous, Bloudan, Kairouan, Tartous o couscous, lo cual conduce a error para los no hablantes del francés. La ortografía del castellano más acorde a la pronunciación árabe sería: Ushda, Sus, Bludán, Cairuán, Tartús y cuscús

## En inglés
En inglés, frecuentemente representa el diptongo [aʊ], como en house (/ˈhaʊs/ «casa»), loud (/laʊd/ «alto»), mouth (/ˈmaʊθ/ «boca»), shout (/ˈʃaʊt/ «grito»), out (/aʊt/ «afuera»)...etc. pero también otras vocales como /ʌ/ en trouble (/ˈtrʌbəl/ «problema»), /əʊ/ u /oʊ/ / en soul (/soʊl/ «alma»), /ʊ/ en would (/ˈwʊd/ «haría»), /uː/ en group (/gruːp/ «grupo»). Este dígrafo fue tomado prestado del francés en la época del inglés medio para representar una vocal propia del inglés en ese momento, /uː/ , y cuya pronunciación luego evolucionó debido al Gran desplazamiento vocálico.
- Datos: Q3292719